# 贾文龙
贾文龙（1964年—），河南林县人，河南省豫剧三团生角演员，主工文武小生、须生。他是国家一级演员、中国戏剧梅花奖得主。
现任河南省豫剧三团副团长、河南省剧协副主席、中国戏剧家协会会员。

## 生平
1974年加入林县豫剧团，1984年考进濮阳文化艺术学校，1987年毕业后到濮阳市豫剧团，后升任团长。2004年调入河南省豫剧三团。

## 主要剧目
- 《斩御史》
- 《巧县官》
- 《能人百不成》
- 《万金油借牛》
- 《刘邦与萧何》
- 《村官李天成》[1]
- 《山里的汉子》（电视剧）